# أندريه زيلر
أندريه زيلر (بالفرنسية: André Zeller)‏ هو ضابط فرنسي، ولد في 1898 في بيزنسون في فرنسا، وتوفي في 18 سبتمبر 1979 في باريس في فرنسا.

## وصلات خارجية
- أندريه زيلر على موقع مونزينجر (الألمانية)